# Phloeophila oricola
Phloeophila oricola là một loài thực vật có hoa trong họ Lan. Loài này được (H.Stenzel) Luer mô tả khoa học đầu tiên năm 2006.